# Noel Castree
Noel Castree, född 8 december 1968 i Bury, Greater Manchester, England, är en brittisk professor i geografi med specialinriktning mot miljö kontra ekonomi. 

## Utmärkelser
- Gill Memorial Award, 2005.[1]